# Gevigney-et-Mercey
Gevigney-et-Mercey és un municipi francès situat al departament de l'Alt Saona i a la regió de Borgonya - Franc Comtat. L'any 2007 tenia 460 habitants.

## Demografia

### Població
El 2007 la població de fet de Gevigney-et-Mercey era de 460 persones. Hi havia 184 famílies, de les quals 60 eren unipersonals (36 homes vivint sols i 24 dones vivint soles), 64 parelles sense fills, 56 parelles amb fills i 4 famílies monoparentals amb fills.
La població ha evolucionat segons el següent gràfic:
Habitants censats

### Habitatges
El 2007 hi havia 223 habitatges, 185 eren l'habitatge principal de la família, 12 eren segones residències i 26 estaven desocupats. 215 eren cases i 7 eren apartaments. Dels 185 habitatges principals, 159 estaven ocupats pels seus propietaris, 24 estaven llogats i ocupats pels llogaters i 2 estaven cedits a títol gratuït; 1 tenia una cambra, 7 en tenien dues, 10 en tenien tres, 48 en tenien quatre i 119 en tenien cinc o més. 145 habitatges disposaven pel capbaix d'una plaça de pàrquing. A 92 habitatges hi havia un automòbil i a 58 n'hi havia dos o més.

### Piràmide de població
La piràmide de població per edats i sexe el 2009 era:
| Homes | Edats   | Dones |
| ----- | ------- | ----- |
| 0     | 95 o +  | 0     |
| 0     | 90 a 94 | 0     |
| 4     | 85 a 89 | 8     |
| 0     | 80 a 84 | 0     |
| 4     | 75 a 79 | 8     |
| 12    | 70 a 74 | 8     |
| 12    | 65 a 69 | 16    |
| 8     | 60 a 64 | 12    |
| 20    | 55 a 59 | 8     |
| 24    | 50 a 54 | 24    |
| 28    | 45 a 49 | 20    |
| 12    | 40 a 44 | 12    |
| 16    | 35 a 39 | 20    |
| 16    | 30 a 34 | 12    |
| 28    | 25 a 29 | 8     |
| 4     | 20 a 24 | 12    |
| 32    | 15 a 19 | 20    |
| 24    | 10 a 14 | 8     |
| 4     | 5 a 9   | 20    |
| 24    | 0 a 4   | 0     |

## Economia
El 2007 la població en edat de treballar era de 304 persones, 220 eren actives i 84 eren inactives. De les 220 persones actives 202 estaven ocupades (119 homes i 83 dones) i 18 estaven aturades (9 homes i 9 dones). De les 84 persones inactives 35 estaven jubilades, 20 estaven estudiant i 29 estaven classificades com a «altres inactius».

### Ingressos
El 2009 a Gevigney-et-Mercey hi havia 190 unitats fiscals que integraven 423,5 persones, la mediana anual d'ingressos fiscals per persona era de 16.457 €.

### Activitats econòmiques
Dels 23 establiments que hi havia el 2007, 1 era d'una empresa de fabricació de material elèctric, 1 d'una empresa de fabricació d'elements pel transport, 1 d'una empresa de fabricació d'altres productes industrials, 7 d'empreses de construcció, 6 d'empreses de comerç i reparació d'automòbils, 2 d'empreses de transport, 2 d'empreses d'hostatgeria i restauració, 1 d'una empresa financera i 2 d'empreses de serveis.
Dels 9 establiments de servei als particulars que hi havia el 2009, 1 era una oficina de correu, 2 tallers de reparació d'automòbils i de material agrícola, 3 paletes, 1 guixaire pintor, 1 empresa de construcció i 1 restaurant.
L'únic establiment comercial que hi havia el 2009 era una fleca.
L'any 2000 a Gevigney-et-Mercey hi havia 27 explotacions agrícoles que ocupaven un total de 1.275 hectàrees.

## Equipaments sanitaris i escolars
El 2009 hi havia una escola maternal integrada dins d'un grup escolar amb les comunes properes formant una escola dispersa.

## Poblacions més properes
El següent diagrama mostra les poblacions més properes.